# Molières 2005
La 19e Nuit des Molières, organisée le 9 mai 2005 au théâtre Mogador par l'Association professionnelle et artistique du théâtre (APAT), était animée par Laurent Ruquier et William Leymergie.

## Molière du comédien
- Michel Bouquet dans Le roi se meurt
  - Pierre Cassignard dans La Locandiera
  - Éric Elmosnino dans Peer Gynt
  - Stéphane Freiss dans Brooklyn Boy
  - Alain Libolt dans La Version de Browning
  - Pierre Vaneck dans Déjeuner chez Wittgenstein

## Molière de la comédienne
- Christine Murillo dans Dis à ma fille que je pars en voyage
  - Myriam Boyer dans Je viens d'un pays de neige
  - Marianne Épin dans Hannah K.
  - Isabelle Huppert dans Hedda Gabler
  - Cristiana Reali dans La Locandiera
  - Caroline Silhol Molly

## Molière du comédien dans un second rôle
- Maurice Chevit dans Brooklyn Boy
  - Gérard Caillaud dans Amadeus
  - Éric Elmosnino dans Ivanov
  - José Paul dans La Locandiera
  - Gilles Privat dans Avis aux intéressés
  - Michel Vuillermoz dans Le Menteur

## Molière de la comédienne dans un second rôle
- Norah Krief dans Hedda Gabler
  - Monique Chaumette dans Tantine et moi
  - Annie Grégorio dans Musée haut, musée bas
  - Anne Loiret dans Jacques a dit
  - Elisabeth Margoni dans Sortie de scène
  - Lysiane Meis dans Jacques a dit

## Molière de la révélation théâtrale
- Emmanuelle Bougerol dans Les muses orphelines et Micha Lescot dans Musée haut, musée bas
  - Sébastien Accart dans La Version de Browning
  - Marie-Julie Baup dans Amadeus
  - Olivier Constant dans Un obus dans le cœur
  - Lorànt Deutsch dans Amadeus
  - Sabrina Kouroughli dans J'étais dans ma maison et j'attendais que la pluie vienne
  - Pascal Rénéric dans Oncle Paul
  - Cécile Sanz de Alba dans Les Fausses Confidences

## Molière du théâtre privé
- Le roi se meurt au Théâtre Hébertot
  - Amadeus, Théâtre de Paris
  - Brooklyn Boy, Comédie des Champs-Élysées
  - L'Île des esclaves, Théâtre de l'Atelier
  - Jacques a dit, Petit Théâtre de Paris
  - La Locandiera, Théâtre Antoine
  - Molly, Théâtre de la Gaîté-Montparnasse

## Molière du théâtre public
- Le Dernier Caravansérail au Théâtre du Soleil
  - Italienne scène et orchestre, Théâtre national de Bretagne
  - Ivanov, Théâtre national de la Colline
  - Le Jugement dernier, Centre dramatique national de Savoie
  - Le Menteur, Comédie-Française
  - La Version de Browning, Théâtre de la Commune

## Meilleur auteur francophone vivant
- Pas de lauréat, Wajdi Mouawad ayant refusé son prix.
  - Jean-Marie Besset pour Rue de Babylone
  - Denise Chalem pour Dis à ma fille que je pars en voyage
  - Marc Fayet pour Jacques a dit
  - Wajdi Mouawad pour Littoral
  - Jean-Michel Ribes pour Musée haut, musée bas
  - Éric-Emmanuel Schmitt pour L'Évangile selon Pilate

## Meilleur metteur en scène
- Didier Bezace pour La Version de Browning
  - Irina Brook pour L'Île des esclaves
  - André Engel pour Le Jugement dernier
  - Stéphane Hillel pour Amadeus
  - Jean-Luc Moreau pour Camille C.
  - Jean-François Sivadier pour Italienne scène et orchestre

## Meilleur adaptateur d'une pièce étrangère
- Séverine Magois et Didier Bezace pour La Version de Browning
  - Michel Blanc pour Tantine et moi
  - Gildas Bourdet pour Les Uns chez les autres
  - Henri Christophe et Bernard Pautrat pour Le Jugement dernier
  - Jean Dalric et Jacques Collard pour Love! Valour! Compassion!
  - Michel Fagadau pour Brooklyn Boy

## Meilleur spectacle de création française
- Dis à ma fille que je pars en voyage de Denise Chalem
  - Amitiés sincères de Stéphane Archinade et François Prévôt-Leygonie
  - Camille C. de Jonathan Kerr
  - Musée haut, musée bas de Jean-Michel Ribes
  - Rue de Babylone de Jean-Marie Besset
  - Sortie de scène de Nicolas Bedos

## Meilleure compagnie
- Théâtre du Soleil pour Le Dernier Caravansérail
  - Compagnie Le Diletantte pour Les Muses orphelines
  - Compagnie Jean-Louis Hourdin pour Woyzeck
  - Compagnie Italienne avec orchestre pour Italienne scène et orchestre
  - Théâtre de la Tentative pour La Gelée d'arbre
  - Théâtre de la Véranda pour La Bonne Âme du Se-Tchouan

## Meilleur spectacle de théâtre en région
- Daewoo, théâtre de la Manufacture - CDN Nancy
  - Fantômas revient de Gabor Rassov, mise en scène Pierre Pradinas, théâtre de l'Union CDN Limousin
  - Hamlet, Diphtong compagnie, Marseille
  - Macha s'est absentée, Grenoble
  - Merci pour elles, Théâtre du Fust, Montélimar
  - Les Sublimes, Compagnie H. Van der Zoe

## Meilleur décorateur
- Serge Nicolaï, Duccio Bellugi-Vannuccini et Guy-Claude François pour Le Dernier Caravansérail
- Patrick Dutertre pour Musée haut, musée bas
  - Edouard Laug pour Amadeus
  - Jacques Voizot pour La Locandiera

## Meilleur créateur de costumes
- Alain Chambon pour Le Menteur
  - Pascale Bordet pour La Locandiera
  - Juliette Cilanaud pour Musée haut, musée bas
  - Stéphane Rolland pour Amadeus

## Meilleur créateur de lumières
- André Diot pour Le Jugement dernier
  - Laurent Béal pour Amadeus
  - Fabrice Kebour pour Camille C.
  - Marie Nicolas pour Musée haut, musée bas

## Meilleur créateur de musique de scène
- Jean-Jacques Lemêtre pour Le Dernier Caravansérail
  - Didier Bailly et Denis Uhalde pour La guinguette a rouvert ses volets
  - Lee Maddeford pour Créatures
  - Jonathan Kerr et Patrice Peyrieras pour Camille C.

## Molière inattendu
- Camille C., théâtre de l'Œuvre
  - Créatures, Théâtre de la Renaissance
  - La guinguette a rouvert ses volets, Théâtre 14
  - Le Tas, compagnie La Belle Meunière
  - Love ! Valour ! Compassion !, Théâtre de la Porte-Saint-Martin
  - Ta bouche, compagnie des Brigands